# 알프레도 크리스티아니
알프레도 크리스티아니(스페인어: Alfredo Cristiani)는 1989년부터 1994년까지 엘살바도르의 대통령으로 재임한 인물이다. 본명은 알프레도 펠릭스 크리스티아니 부르카르드(스페인어: Alfredo Félix Cristiani Burkard)이고, 흔히 알프레도 크리스티아니로 잘 알려져 있다. 1989년 집권함으로써 알바로 마가냐 이후 5년 만에 ARENA정권을 복귀시켰다. 현재 ARENA의 당수이다.